# Tramagal
Tramagal é uma vila portuguesa, sede da Freguesia do Tramagal do Município de Abrantes, freguesia com 24,10 km² de área e 2836 habitantes (censo de 2021),, tendo, por isso, uma densidade populacional de 117,7 hab./km².
A freguesia localiza-se na parte ocidental do município, na margem esquerda do rio Tejo, sendo limitada pelo município de Constância a oeste e norte, pela freguesia de Rio de Moinhos a norte, pela freguesia de Abrantes a nordeste e pela freguesia de São Miguel do Rio Torto a sudeste.
A povoação de Tramagal foi elevada à categoria de vila (em conjunto com outras povoações) em 1986.

## História

### Origens
Conta a lenda que o nome "Tramagal" tem origem numa planta autóctone da região - a tramaga -, que seria muito comum na povoação quando, no século XV, por lá passou a Rainha D. Leonor de Portugal, esposa do "príncipe perfeito" D. João II, quando se dirigia para uma festa, passando pelo Ribatejo. Ao ver um tão grande campo de tramagas, teria exclamado "Mas que grande Tramagal!".

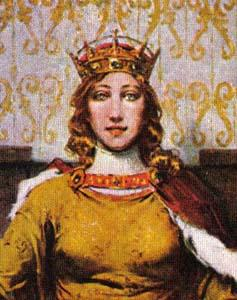
D. Leonor de Avis, fundadora lendária do Tramagal

No entanto, esta lenda não será verdade, pelo menos no que toca à nomenclatura da vila, já que documentos tão antigos como o século XIII ou XIV referem "… uma vinha q̃ he no tam̃gal…” (mais de um século antes do nascimento de Leonor de Avis).
Em 1371 outro documento refere uma aldeia de nome Tramagal: "… hũa vjnha q̃ nos avemos q ̃ jaz no Tam̃gal tm̃ho da dta villa…”.
No século seguinte, em 1439, representantes do Concelho de Abrantes dizem que "Uma das melhores coisas de Abrantes é um campo da parte de além do Tejo em que mais pão e vinho se colhem; e porque el-rei D. João proibiu que matassem porcos ou veados num Tamargal que está junto com esse campo, deixou este de ser aproveitado como devia…”, o que prova a existência da povoação.
Deste modo, concluímos que a aldeia do Tramagal o é desde pelo menos o século XIII, uma vez que o primeiro documento referido relata acontecimentos anteriores à sua escritura, o que prova que a lenda da Rainha D. Leonor é apenas uma lenda.
Em 1492 D. João II atribui a "mercê coutado de Tramagal" a D. João de Almeida, 2º Conde de Abrantes.
Tramagal é freguesia desde 24 de Junho de 1754 e só em 12 de Junho de 1837 é que toma o seu território atual, mais coisa menos coisa, sendo que o lugar do Crucifixo foi desanexado da freguesia de Santa Maria da Coutada nessa data.
É do século XVIII, também, a Igreja da Nossa Senhora da Oliveira, igreja paroquial do Tramagal, construída em homenagem a Nossa Senhora da Oliveira, padroeira do Tramagal. A paróquia do Tramagal, era, assim, criada, fazendo parte da diocese da Guarda até 14 de Setembro de 1882, data em que é anexada à Diocese de Portalegre (agora Portalegre-Castelo Branco).

## Demografia
A população registada nos censos foi:
| Distribuição da População por Grupos Etários | Distribuição da População por Grupos Etários | Distribuição da População por Grupos Etários | Distribuição da População por Grupos Etários | Distribuição da População por Grupos Etários |
| -------------------------------------------- | -------------------------------------------- | -------------------------------------------- | -------------------------------------------- | -------------------------------------------- |
| Ano                                          | 0-14 Anos                                    | 15-24 Anos                                   | 25-64 Anos                                   | > 65 Anos                                    |
| 2001                                         | 407                                          | 473                                          | 2130                                         | 1033                                         |
| 2011                                         | 370                                          | 264                                          | 1780                                         | 1086                                         |
| 2021                                         | 230                                          | 242                                          | 1263                                         | 1101                                         |

### Metalúrgica Duarte Ferreira
O ciclo histórico mais próspero do Tramagal iniciar-se-ia com a criação da Metalúrgica Duarte Ferreira, uma empresa que operou desde 1879 até à sua oficial declaração de insolvência em 1997.
Eduardo Duarte Ferreira nasceu em 1856, filho de família pobre, e, sem terminar sequer a 4ª classe, foi aprendiz de ferreiro nas Fundições do Rossio de Abrantes, S.A., na freguesia vizinha de Rossio ao Sul do Tejo. Aos 26 anos (1882) estabelece uma oficina de ferragens a que chamou "A Forja" e nesse mesmo ano fundiu os primeiros 100 kg. de ferro.
É a Duarte Ferreira que se deve o primeiro sistema de previdência do país, criado em 1927 para os seus 250 trabalhadores e suas respetivas famílias.
Nesse mesmo ano – 1948 – com 92 anos de idade, morre Eduardo, deixando uma empresa próspera que emprega oitocentos trabalhadores.
A empresa continua a prosperar, agora na mão dos três filhos do fundador (e depois dos seus netos). Em 1964 são inauguradas as linhas de produção da Berliet, fornecidos ao exército português durante a Guerra Colonial. Durante estes dez anos, cerca de 3 300 viaturas militares Berliet Tramagal foram produzidas na fábrica e usadas na Guerra. A Metalúrgica Duarte Ferreira abandona o fabrico das máquinas e alfaias agrícolas.
Com o fim da Guerra Colonial, termina também a produção das Berliet Tramagal e a situação da empresa deteriora-se com poucas encomendas de algumas máquinas agrícolas. Mas nos final dos anos 1970 todo o recinto fabril da MDF é parcialmente adquirida pelo japoneses do grupo industrial da Mitsubishi Motors Limited onde a firma Univex que os importava (Univex pertencente ao grupo Mitsubishi Motors De Portugal SA) celebra um acordo comercial e industrial onde iria assumir e retomar a montagem das camionetas ligeiras do modelo Canter e dos camiões pesados do modelo Fuso para o mercado da Península Ibérica
Ainda com a designação MDF a empresa viria a declarar insolvência em 1997, apesar de já ter os seus bens penhorados três anos antes. Foi nessa altura que a Mitsubishi Trucks a divisão de veículos de transporte da japonesa Mitsubishi Motors adquiriu por completo a fábrica da antiga MDF e a renovou as instalações. A MDF empregava, neste momento, 2300 funcionários. Hoje com a nova designação da fábrica Mitsubishi Fuso De Portugal esta emprega quase 3000 colaboradores e empregados.
É esta empresa que explica a grande evolução social e cultural no Tramagal que passa de uma simples aldeia dependente da agricultura para uma vila pioneira na indústria e uma das mais habitadas freguesias no concelho de Abrantes.

## Atualidade

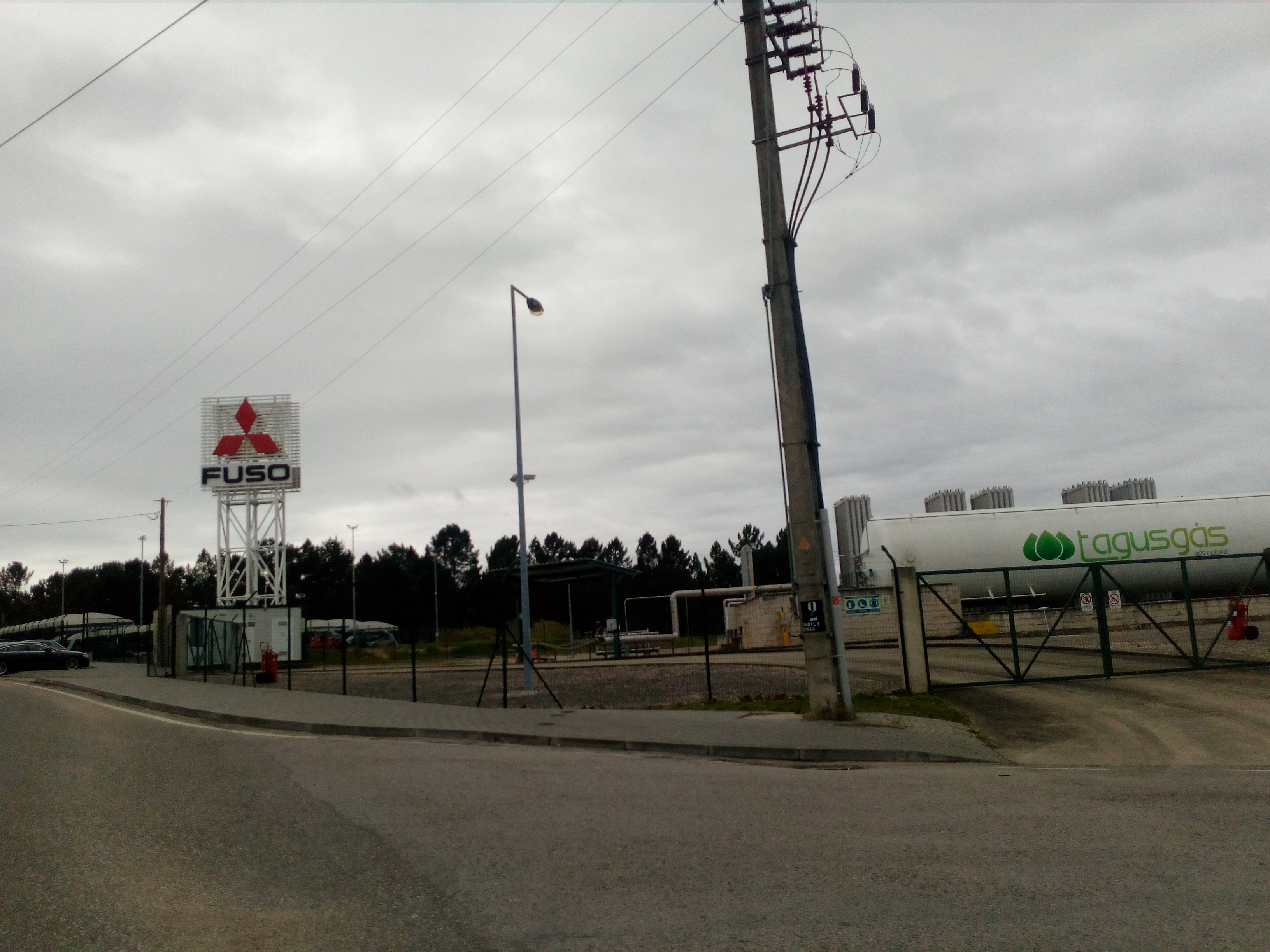
Instalações da Mitsubishi Fuso em Tramagal

Hoje em dia, a Vila do Tramagal continua a juntar as atividades de tradição ribatejana - a agricultura e a vitivinicultura - à indústria. Enquanto as antigas instalações da MDF foram adaptadas pela Mitsubishi Fuso e pelo Grupo Diorama para as suas próprias atividades, um dos ex-libris da vila é o vinho da Quinta do Casal da Coelheira, produzido no Tramagal e comercializado por todo o Mundo, da qual emergiram vinhos premiados, como o Casal da Coelheira Reserva e DOC, Terraços do Tejo e, mais recentemente, o Mythos e o Casal da Coelheira Rosé 2009 (premiado como melhor vinho rosé do Mundo em Bruxelas/2010).
A MDF permitiu à vila ter hoje uma escola Básica e Secundária, chamada de EB 2,3/S Octávio Duarte Ferreira. Apesar de o ensino secundário não funcionar hoje na escola, foram implementados dois cursos profissionalizantes no ano letivo 2018-19: o de Técnico de Soldadura e o de Técnico de Manutenção Industrial de Metalurgia e Metalomecânica (nível IV), com acordos assinados com a Futrimetal, do Grupo Diorama e com a Mitsubishi Fuso.

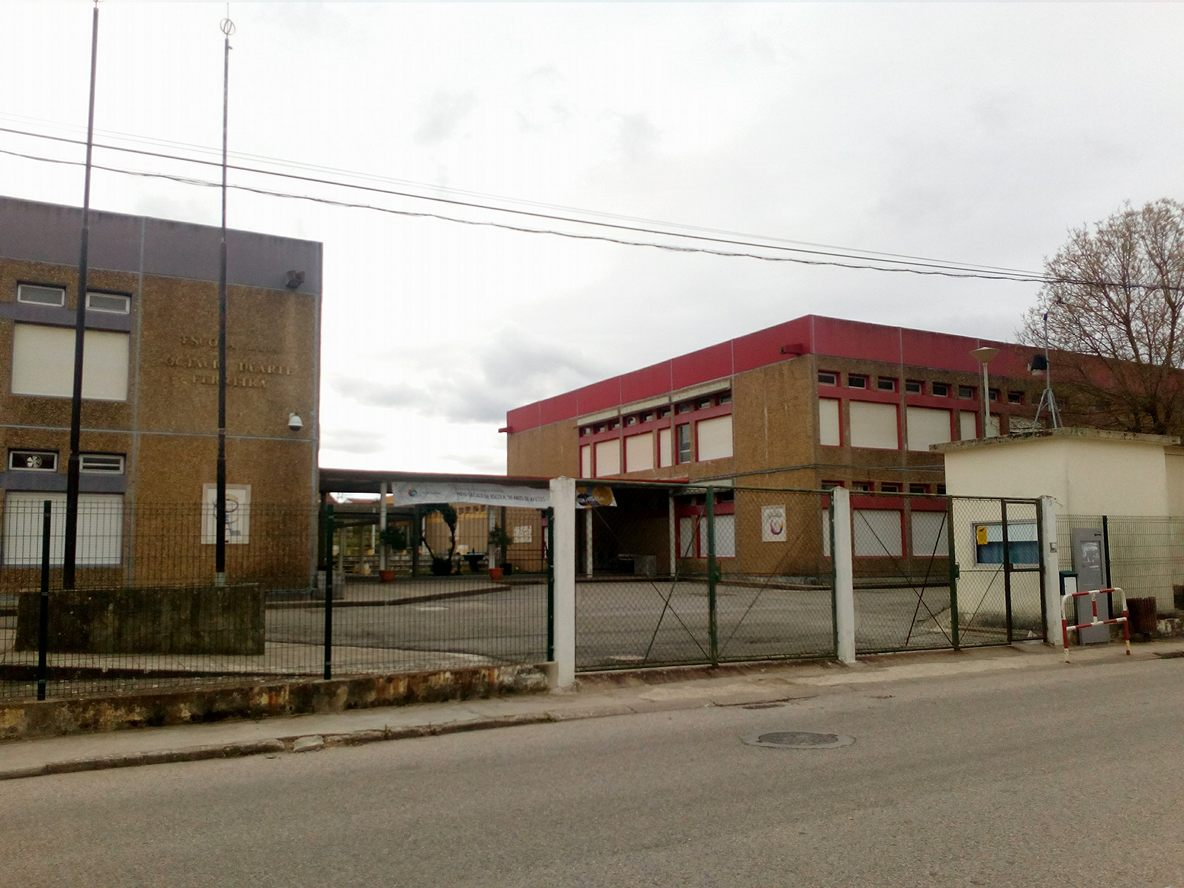
Escola Básica e Secundária Octávio Duarte Ferreira

A fábrica da Mitsubishi do Tramagal conta com cerca de 450 colaboradores, e é, da região, um dos maiores exportadores, catapultando o Concelho de Abrantes para o topo da lista dos exportadores do Médio Tejo, com um volume de faturação de cerca de 230 milhões de euros (2017)., fabricando exclusivamente em Portugal o Fuso eCanter, um camião elétrico da Mitsubishi.
Tramagal é conhecido como "Vila Convívio" devido aos seus muitos convívios, associações, grupos onomásticos e coletividades, contando com "...19 associações das mais variadas utilidades ( humanitária, desportiva, cultural, recreativa, etc.. ), fazem desta Vila um polo de desenvolvimento associativo como não há no Concelho de Abrantes...".
Grupos como a S.A.T. (Sociedade Artística Tramagalense, fundada em 1901), a AMFT (Associação de Melhoramentos da Freguesia de Tramagal), a AHDSFT (Associação Humanitária Dadores de Sangue da Freguesia de Tramagal) e o TSU (Tramagal Sport União) continuam a dar vida à vila que tem cada vez menos habitantes.

## Ordenação Heráldica[9]

### Descrição doBrasão de Armas
Escudo de ouro, roda dentada de negro circundada por ramo de tramagueira de verde florido de branco e ramo de oliveira de verde frutado de negro com os pés passados em aspa e atados de vermelho; campanha ondada de cinco tiras ondadas de azul e prata. Coroa mural de prata de quatro torres. Listel de prata com a legenda em letras negras maiúsculas: “TRAMAGAL”.

### Descrição daBandeira
Esquartelada de azul e amarelo. Cordões e borlas de ouro e azul. No centro, o Brasão de Armas da Freguesia.

### Descrição do Selo
Circular, tendo ao centro a representação das peças do escudo de armas sem indicação dos esmaltes e em volta a legenda “Freguesia do Tramagal”.

## Cultura

### Museus

#### Museu "A Forja"
Museu ao ar livre que recria uma forja do fim do século XIX, como aquela que teria iniciado o negócio da MDF. Foi fundado a 1 de Maio de 1980, para comemorar os 100 anos da primeira forja de Eduardo Duarte Ferreira, tendo sido projetado pelo arquiteto Charters de Almeida.

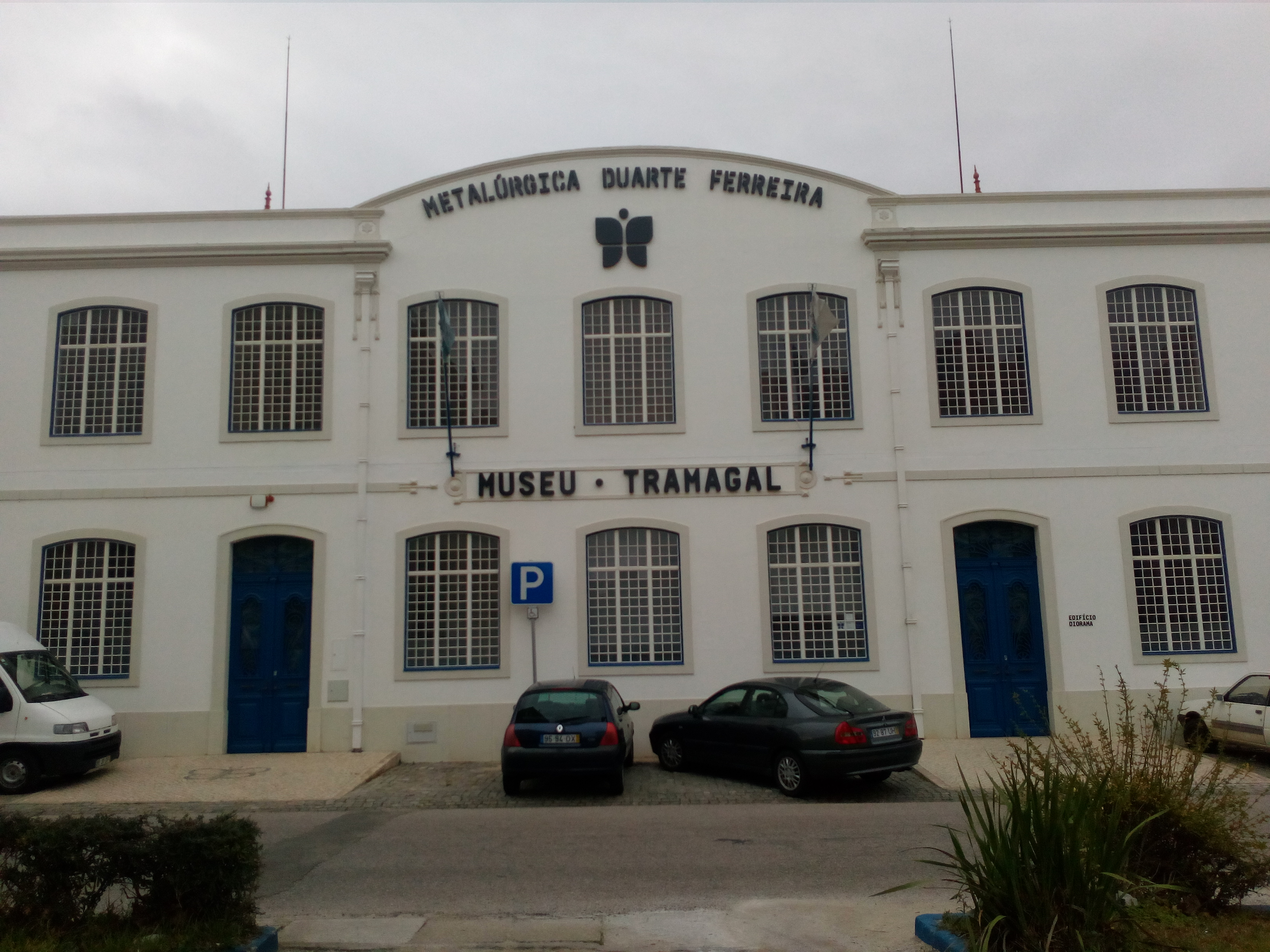
Museu da MDF.

#### Museu Metalúrgica Duarte Ferreira
Museu que conta mais de um século de história, desde a fundação da MDF até à sua dissolução, passando por todas as glórias que teve. Foi fundado a 1 de Maio de 2017.
Este museu localiza-se no antigo escritório principal da MDF, junto da linha da Beira Baixa. O investimento foi na ordem do meio milhão de euros, dos quais 90 mil vindos de fundos comunitários; no piso superior do mesmo edifício está prevista a construção de um espaço cultural e de conferências, e no futuro prevê-se também a criação de um percurso turístico de ar livre que ligará o museu d'A Forja a este empreendimento mais recente. Em 2018, este museu recebeu o prémio de museu do ano, numa cerimónia da Associação Portuguesa de Museulogia presidida pelo presidente da república Marcelo Rebelo de Sousa.

### Monumentos

#### Miradouro da Penha
Miradouro da autoria do Arquiteto Keil do Amaral, erigido em homenagem ao Comendador Eduardo Duarte Ferreira, fundador da Metalúrgica Duarte Ferreira. Permite observar a paisagem sobre o Rio Tejo, Rio de Moinhos, Rossio ao Sul do Tejo e a cidade de Abrantes. Por baixo do busto, a célebre frase do Comendador, "Eu, menos que ferreiro, se tiver saúde, não deixo de ser. Se puder ser mais alguma coisa, porque não tentar consegui-lo?”.

#### Monumento aos Combatentes da Guerra do Ultramar
Inaugurado a 21 de Abril de 2018, este monumento é uma homenagem a todos os tramagalenses que lutaram no Ultramar. A sua inauguração contou com o secretário de Estado da Defesa (Marcos Perestrello), pelo Presidente da Liga dos Combatentes, Tenente-General Chito Rodrigues e pelos autarcas de Abrantes e Tramagal, Maria do Céu Albuquerque e Vitor Hugo Cardoso.

#### Monumento a João Alves Mineiro
Monumento em homenagem ao médico e benemérito tramagalense Dr. João José Alves Mineiro.

#### Igreja da Nossa Senhora da Oliveira
Igreja setecentista erigida em homenagem ao orago da Vila, Nossa Senhora da Oliveira, inaugurada em 1754

#### Igreja da Nossa Senhora da Conceição
Igreja da aldeia do Crucifixo, erigida em homenagem da Nossa Senhora da Conceição, inaugurada no Natal de 1946. É encimada por uma cruz céltica, da altura em que aqui habitavam os Galo-Celtas

### Espaços de Recriação e Lazer
- Praça dos Combatentes de Grande Guerra
- Piscinas Municipais
- Pista de Atletismo
- Campo de Jogos Eduardo Duarte Ferreira
- Ribeira de Alcolobre
- Mercado Coberto

### Festas e Datas Comemorativas
- Junta de Freguesia – Elevação a Freguesia – 24 de Junho
- T.S.U. – Tramagal Sport União
- S.U.C. – Sociedade União Crucifixense – último fim semana de Junho
- Junta Freguesia  – 15 de Agosto
- Padroeira de Tramagal – Nossa Senhora da Oliveira – 15 de Agosto
- Padroeira do Crucifixo – Nossa Senhora da Conceição – 8 de Dezembro
- 1º de Maio –  Antiga comemoração da MDF, ainda levada a cabo.

### Gastronomia
- Migas Carvoeiras
- Couves com Feijão
- Folar do Tramagal

### Personalidades
- Família Bairrão, de entre eles:
- Eng. Luís Bairrão, Engenheiro Agrónomo, fundador do Crédito Agrícola em Tramagal e um dos fundadores da Associação de Agricultores de Abrantes.
- Família Duarte Ferreira, de entre eles:
  - Comendador Eduardo Duarte Ferreira, metalúrgico fundador da MDF e criador do primeiro sistema de previdência do país, comendador da Ordem do Mérito Industrial
  - Octávio Duarte Ferreira, metalúrgico fundador da Escola Básica e Secundária Octávio Duarte Ferreira
- Susana Estriga, atleta com vários títulos internacionais.
- Coronel Vasco Ramires, hipista olímpico
- José Lourenço, atleta, primeiro português a percorrer os 1500 m em pista coberta abaixo dos 4 minutos
- Dr. João José Alves Mineiro, médico tramagalense e grande benemérito.
- Patrícia Matos, ex-jornalista da rede emissora TVI e assessora no Parlamento Europeu.
- Bruno Neto, cronista na revista Visão, colaborador em várias causas humanitárias, fundador da Associação Juvenil Cistus, cavaleiro da Ordem da Liberdade.
- Catarina Avelar, actriz de teatro e televisão, conhecida, entre outros, pelos seus papéis em Dancin' Days, da SIC, ou Conta-me Como Foi, da RTP.